# 베타-크립토잔틴
β-크립토잔틴(영어: β-cryptoxanthin)은 천연 카로티노이드 색소이다. 꽈리속의 식물의 꽃잎과 꽃, 오렌지 껍질, 파파야, 달걀 노른자, 버터, 사과, 그리고 소의 혈청을 포함하여 다양한 공급원으로부터 분리된다.

## 화학적 측면
구조상 β-크립토잔틴은 베타카로틴과 밀접한 관계가 있으며 주요한 차이는 하이드록실기가 추가된다는 점이다. β-크립토잔틴은 잔토필로 알려진 카로티노이드의 일종이다. 순수한 형태로, β-크립토잔틴은 금속 광택을 가진 적색 결정성 고체이다. 클로로포름, 벤젠, 피리딘 및 이황화 탄소에서 자유롭게 녹는다.

## 생물학, 의학적 측면
인체에서 β-크립토잔틴은 비타민 A(레티놀)로 전환되므로 프로비타민 A로 간주된다. 다른 카로티노이드와 마찬가지로 β-크립토잔틴은 항산화제이며 세포 및 DNA의 유리 라디칼 손상을 예방하고 DNA에 대한 산화적 손상의 복구를 촉진한다.
여러 관찰 역학 연구에서 β-크립토잔틴과 폐암 위험 사이의 역 상관 관계에 대한 발견이 최근에 이루어졌고, 이는 β-크립토잔틴이 잠재적으로 폐암에 대한 화학적 예방제로서 작용할 수 있음을 시사한다. 반면에, 조직학적 4급 군에 속하는 악성 신경 교종으로 진단된 성인 환자의 경우, β-크립토잔틴의 고도 섭취는 낮은 생존율과 상관관계가 있다.

## 같이 보기
- 베타크립토잔틴